# Warileya fourgassiensis
Warileya fourgassiensis är en tvåvingeart som beskrevs av Le Pont F., Desjeux P. 1984. Warileya fourgassiensis ingår i släktet Warileya och familjen fjärilsmyggor.
Artens utbredningsområde är Guyana. Inga underarter finns listade i Catalogue of Life.